# Лозовская, Ева Лазаревна
Ева Лазаревна Лозовская (13 мая 1920 года, Вильнюс, Срединная Литва — 8 июля 1986 года, Магнитогорск, Челябинская область, РСФСР, СССР) — советский учёный-филолог, преподаватель, кандидат филологических наук, доцент Магнитогорского государственного педагогического института. Специалист по творчеству Л. Н. Толстого и Ф. М. Достоевского.

## Биография
Ева Лазаревна (Лейзеровна) Лозовская родилась 13 мая 1920 года в Вильнюсе в семье учителя (позже директора виленской гимназии) Лейзера Мовшевича (Лазаря Моисеевича) Лозовского (1886—?) и Эстер Мордуховны (Эсфири Марковны) Гродницкой (1890—?). В семье росла старшая дочь от первого брака отца Мария (1915—?). Семья проживала на улице Кальварийской, 21. В 1945 году окончила факультет русского языка и литературы Магнитогорского государственного педагогического института, затем работала на факультете ассистентом, старшим преподавателем (1946—1959), заместителем декана (1959—1961), деканом (1961—1971), доцентом кафедры литературы (1971—1986).
В 1959 году защитила диссертацию на соискание учёной степени кандидата филологических наук на тему «Проблема положительного героя в романах Л. Н. Толстого „Война и мир“, „Анна Каренина“, „Воскресение“». Работа защищена в Московском областном педагогическом институте имени Крупской.
Умерла 8 июля 1986 года, похоронена на Левобережном кладбище Магнитогорска.

## Публикации
- Лозовская, Е.Л. Проблема положительного героя в романах Л. Н. Толстого "Война и мир", "Анна Каренина", "Воскресение". — Автореферат дис. на соискание ученой степени кандидата филологических наук. — Москва, 1958. — 36 с.
- Лозовская, Е.Л. Проблема семьи в романах Л.Н.Толстого "Война и мир", "Анна Каренина" и "Воскресение". // Ученые записки Магнитогорского педагогического института. — 1957. — № 4.
- Лозовская, Е.Л. "Идиот" Ф. М. Достоевского и "Анна Каренина" Л. Н. Толстого: (из наблюдений над художественным методом) // Вопросы теории и истории литературы. — 1973. — № 2.
- Лозовская, Е.Л. Спорное и бесспорное в изучении романа Л.Н. Толстого "Анна Каренина" // Проблемы метода и стиля. — 1976. — № 2.